# حارة محمد ثابت (جعار)

تعديل مصدري - تعديل

حارة محمد ثابت هي إحدى حارات حي محمد ثابت بمدينة جعار التابعة لمحافظة أبين، بلغ تعداد سكانها 6809 نسمة حسب تعداد اليمن لعام 2004.